# Гетигежев, Инал Арсенович
Ина́л Арсе́нович Гетиге́жев (23 мая 1987, Нарткала, РСФСР, СССР) — российский футболист, защитник.

## Карьера
Профессиональную карьеру начал в 2006 год в клубе «Локомотив» Москва. В 2008 году выступал на правах аренды за клубы Первого дивизиона, сначала за «Ростов», а затем за московское «Торпедо». В 2009 году перешёл в дебютировавший в Первом дивизионе клуб «Нижний Новгород», в официальную заявку которого был внесён 19 марта. В 2010 году перешёл в ФК «Волга» (НН). В июне 2012 года подписал 4-летнее соглашение с «Ростовом».
Летом 2013 года подписал 4-летний контракт с «Рубином», сумма трансфера составила $2,5 млн. 25 июля 2013 года дебютировал в составе «Рубина» в Лиге Европы против сербской «Ягодины».